# 邓可运
邓可运（1913年—1978年），男，湖北天门人，中华人民共和国军事人物，中国人民解放军少将，曾任铁道公安部队政治部主任。